# Черноклювый гуриал
Черноклювый гуриа́л (лат. Pelargopsis melanorhyncha) — вид птиц семейства зимородковых. Выделяют три подвида. Эндемик Индонезии.

## Описание
Черноклювый гуриал достигает длины около 35 см; один измеренный самец весил 184 г, а одна самки 203 г. Крупный зимородок, отличается пёстрым оперением и крупным клювом. У представителей обоих полов номинативного подвида голова беловатая; лоб и область вокруг глаз тёмные; мантия, надхвостье и нижняя часть тела белые; спина, крылья и хвост тёмные с голубым отливом, клюв черный, иногда с небольшим тёмно-красным пятнышком у основания, радужная оболочка тёмно-коричневая, ноги тёмно-красно-коричневые. У молодых особей перья на задней части шеи и груди с узкой тёмно-коричневой окантовкой.
Позывки представлены громкими, лающими «kak-kak-kak» или повторяющимся «ke-kak», а также серией тявкающих звуков.

## Подвиды и распространение
Выделяют три подвида:
- Pelargopsis melanorhyncha melanorhyncha (Temminck, 1826) — Сулавеси и небольшие острова, расположенные вдоль его восточного и южного побережья, в числе которых Манадотуа, Банка, Лембе, Додепо, Тогиан, Вавони, Кабаэна, Муна, Бутунг, Лабуандата, Салаяр.
- Pelargopsis melanorhyncha dichrorhyncha Meyer & Wiglesworth, 1896 — острова Бангай
- Pelargopsis melanorhyncha eutreptorhyncha Hartert, 1898 — острова Сула

Естественными местами обитания являются побережья эстуариев, мангровые заросли, прибрежные кустарниковые заросли, лесистые морские берега, поросшие кустарником морские утесы, прибрежные островки и прибрежные деревни с деревьями; также встречается в глубине материка на крупных реках, ручьях в лесных массивах, на слаболесистых полях, деревенских плантациях и болотах. Встречается на высоте от уровня моря до 600 м над уровнем моря, в национальном парке Bogani Nani Wartabone National Park — локально до 980 м.

## Биология
Черноклювый гуриал ведёт оседлый образ жизни. Питается в основном крабами и речными раками. Охотится с присады над мелководьем; ныряет в воду за добычей, которую возвращает на присаду и бьют о ветку, прежде чем проглотить. Биология размножения не описана.